# Shinji Murai
Shinji Murai (村井 慎二, Murai Shinji) est un footballeur japonais né le 1er décembre 1979 dans la préfecture de Chiba au Japon.